# Державне агентство з питань електронного урядування України
Державне агентство з питань електронного урядування України — колишній центральний орган виконавчої влади, що відповідав за впровадження політики Уряду щодо електронного урядування, інформатизації, розвитку інформаційного суспільства, формування і використання національних електронних інформаційних ресурсів, цифровізації органів державної влади. До 4 червня 2014 орган мав назву «Державне агентство з питань науки, інновацій та інформації України». 1 жовтня 2014 року затверджено нове Положення про агентство.
2 вересня 2019 року прийнято Постанову Кабінету Міністрів про перетворення агентства на Міністерство цифрової трансформації України. 25 вересня 2019 Риженка Олександра Володимировича звільнено з посади Голови. Таким, чином, агентство ліквідовується, а тимчасово виконуючим обов'язки Голови визначено Бакала Валерія Олексійовича.
Державне агентство з питань електронного урядування України має статус центрального органу виконавчої влади, діяльність якого спрямовує Кабінет Міністрів. Штат Агентства налічує близько 80 фахівців.
Впровадження електронного урядування — одна з найважливіших складових реформи державного управління, яка триває в Україні. Саме е-урядування здатне вивести взаємодію державних органів і населення на новий рівень та мінімізувати корупцію. Прозорість, доступність, мінімальний контакт пересічної людини з чиновниками — основні переваги електронних послуг та сервісів.

## Основні напрями діяльності

### Електронні послуги
Державне агентство з питань електронного урядування України разом з іншими органами державної влади та міжнародними партнерами сприяють впровадженню електронних послуг у багатьох сферах економіки — будівництво, земельні послуги, екологія, реєстрація бізнесу, оформлення субсидій, державної допомоги тощо. Зараз на Урядовому порталі kmu.gov.ua [Архівовано 20 лютого 2019 у Wayback Machine.] в розділі «Послуги» можна скористатися більш ніж 100 електронними послугами.

### Відкриті дані
Державне агентство з питань електронного урядування України було державним органом, відповідальним за реалізацію цієї політики Уряду щодо відкриття найбільш важливих для суспільства даних. У жовтні 2016 року Україна офіційно приєдналася до Міжнародної хартії відкритих даних, взявши на себе зобов’язання перед міжнародною спільнотою впроваджувати національну політику відкритих даних відповідно до принципів хартії.
Відкриті дані мають потужний антикорупційний ефект, сприяють прозорості влади, позитивно впливають на розвиток економіки. 2017 року відкриті дані принесли в економіку України понад 700 млн доларів, або 0,67% ВВП. І при збереженні нинішніх темпів, за прогнозами, до 2025 року ця цифра зросте вдвічі — до понад 1,4 млрд доларів, або 0,92% ВВП.

### Взаємодія реєстрів. Інтероперабельність
Об'єднання державних реєстрів в єдину систему взаємодії — ефективний спосіб оптимізації роботи державних органів, боротьби з бюрократією, забезпечення дистанційного та оперативного доступу громадян до якісних адміністративних послуг.
Державне агентство з питань електронного урядування України спільно з іншими органами державної влади, органами місцевого самоврядування та міжнародними партнерами проводить роботу по забезпеченню інтероперабельності — принципу, коли різні інформаційні ресурси можуть взаємодіяти між собою на базі уніфікованих інтерфейсів та протоколів. Зокрема, впроваджується «Трембіта» — система взаємодії державних електронних інформаційних ресурсів, а також формується Національний реєстр електронних інформаційних ресурсів. В цьому напряму Україна використовує досвід Естонії — країни, яка має найбільш досконалу в світі систему електронного урядування.

### Електронний документообіг
Ефективність функціонування сучасної держави значною мірою визначається швидкістю та якістю прийняття рішень. Це неможливо без наявності в державних структурах електронного документообігу. Локальний електронний документообіг (на рівні одного відомства) дозволяє державній структурі автоматизувати всі процеси роботи з документами, практично відмовитись від паперу, вдосконалити внутрішню дисципліну, прискорити процес прийняття управлінських рішень. Окрім того, Державне агентство з питань електронного урядування України працює над об'єднанням усіх відомств в єдину систему міжвідомчого документообігу. Вона гарантує доправляння електронних документів та надає можливість отримання юридично значущих повідомлень про доставку. Наразі майже 5500 документів щоденно передаються між органами влади в електронному вигляді.

### Електронна ідентифікація
Отримання сучасних електронних послуг не можливе без інструментів електронної ідентифікації. Державне агентство з питань електронного урядування України сприяє впровадженню, розповсюдженню та популяризації електронного підпису та технологій MobileID та BankID.
Уже розроблені вимоги до засобів електронної ідентифікації, рівнів довіри до засобів електронної ідентифікації для їх використання у сфері електронного урядування. Окрім того, Державне агентство з питань електронного урядування України створило Інтегровану систему електронної ідентифікації. Система об’єднує всіх надавачів послуг електронної ідентифікації (електронний підпис, MobileID, BankID, ID-картка).

### Електронна демократія
Державне агентство з питань електронного урядування України спільно з міжнародними партнерами впроваджує та розвиває інструменти електронної демократії. Найбільш поширеними серед них, що застосовуються сьогодні в Україні як на загальнодержавному, так і на місцевому рівнях, є електронні консультації, електронні петиції, електронні звернення, бюджети участі (громадські бюджети). Також створені ресурси для оприлюднення наборів даних у формі відкритих даних.

### Національна програма інформатизації
Національна програма інформатизації це, перш за все, механізм координації процесів планування та виконання проєктів інформатизації в системі органів державної влади.
В рамках цього механізму Державне агентство з питань електронного урядування України забезпечує організацію державної експертизи та погодження проєктів інформатизації органів державної влади. Так в 2016 році Агентство здійснило оцінку 186 таких проєктів, в 2017 р. — 471, в 2018 р. — 1457.
Для підвищення дієвості цього механізму Агентство розробило Проєкт Закону про внесення змін до Закону України «Про Національну програму інформатизації».